# Château des Cloîtres
Le château des Cloîtres est un château situé à Chemillé-Melay, en France.

## Localisation
Le château est situé dans le département français de Maine-et-Loire, sur la commune de Chemillé-Melay.

## Historique
L'édifice est inscrit au titre des monuments historiques en 2012.